# 高大 (新加坡企業)
高大有限公司，簡稱高大（英語：Koda Limited，SGX：5BK），1972年由許騰基創立，名為「高大傢俱有限公司」，總經理許志剛。
業務在新加坡、馬來西亞、越南、中國等地經營生產及銷售桌椅、临时服务及其他、户外及花园设备，以及床上用品。
總部位於28 Defu Lane 4, Defu Industrial Park, Singapore 539424。股份在2002年1月18日於新加坡交易所創業板（凱利板前身）上市，之後在2005年5月3日轉在主板上市。招股價為0.26新加坡元，發行股份為1.5千萬股，集資額為四百萬新加坡元。

## 連結
- KodaOnline.com （页面存档备份，存于）